# Szemle (folyóirat)
Szemle A két világháború közt több lap is indult Romániában magyar nyelven Szemle cím alatt.
1. Temesváron 1920-ban megjelent irodalmi folyóirat. Szerkesztője Vértes Tivadar volt. Összesen két száma jelent meg, többek között Babits Mihály, Barta Lajos, Déry Tibor, Juhász Gyula, Szép Ernő, Tóth Árpád, a bánságiak közül Endre Károly, Fémes László, Szegedi István verseit, prózáját közölte.
2. Nagyszalontán 1927. december 25-től megjelent „politikai, társadalmi, közgazdasági és irodalmi lap”. Eleinte hetenként, az 1928/4. számtól hetente kétszer, majd az 1929/34. számig naponta, ettől kezdve megszűntéig (1931/83) alkalmilag jelent meg. Laptulajdonosa és igazgatója Kovács Béla tanár, főszerkesztője előbb Erdélyi Kálmán, majd (az 1928/5. számtól) Kibédi Sándor volt, állandó munkatársa Simon Endre, aki Karikás álnéven közölte cikkeit. Megszűnése összefügghetett azzal, hogy a laptulajdonos 1931-ben a Liberális Párt színeiben a város polgármestere lett, s a tizennégyezres lélekszámú szalontai magyarság olvasórétege átpártolt a másik két laphoz.
Hangzatos és terjengős alcíme ellenére a Szemle felét hirdetések és mozireklámok foglalták el, de megjelentek benne a város hely- és művelődéstörténetére, akkori politikai életére vonatkozó – ma már értékesnek tekinthető – cikkek is. Megismerhetők belőlük az 1928. december 12-i parlamenti választások időszakának helyi és Bihar megyei párt-erőviszonyai, a Magyar Párt, az egyházak belső életének eseményei, a helyi dalárda, az Arany János Múzeum gondjai, a helyi művelődési élet (rendezvények, műkedvelő társaságok, köztük az Arany János Önképzőkör), az 1910–28 közötti időszak helyi születési és halálozási statisztikái.
Közölte a lap Huzella Ödön, Maksay Albert, Tabéry Géza néhány versét-novelláját, Sárközi Gerő parasztköltő verseit, több Eminescu-fordítást, beszámolt a kolozsvári és nagyváradi írók Nagyszalontán rendezett találkozóiról.
Szemléletét a pártok irányában elfogulatlanság, társadalmi konzervativizmus jellemezte, olvasótáborát elsősorban az értelmiségi rétegből kívánta toborozni, s ennek igényeihez igazodott.